# Cameron Gibson
Cameron Michael Gibson (Auckland, 14 de agosto de 1982) es un deportista neozelandés que compitió en natación.
Ganó una medalla de bronce en el Campeonato Mundial de Natación en Piscina Corta de 2008, en la prueba de 4 × 100 m estilos.
Participó en dos Juegos Olímpicos de Verano, en los años 2004 y 2008, ocupando el quinto lugar en Pekín 2008, en el relevo 4 × 100 m estilos.

## Palmarés internacional
| Campeonato Mundial en Piscina Corta | Campeonato Mundial en Piscina Corta | Campeonato Mundial en Piscina Corta | Campeonato Mundial en Piscina Corta |
| Año                                 | Lugar                               | Medalla                             | Prueba                              |
| ----------------------------------- | ----------------------------------- | ----------------------------------- | ----------------------------------- |
| 2008                                | Mánchester (Reino Unido)            | Medalla de bronce                   | 4 × 100 m estilos                   |